# Gil (futbolista)
Gilberto Alves (Nova Lima, Brasil, 24 de diciembre de 1950) es un ex-futbolista y ex-entrenador brasileño. Jugaba de delantero y su primer club fue el Vila Nova.

## Trayectoria

### Como futbolista
Comenzó su carrera en 1970 jugando para el Vila Nova, con el que ganó el Campeonato Brasileño de Serie B en 1973. Ese mismo año se fue a préstamo al Deportivo Comercial para después ser traspasado en 1974 al Fluminense.
Ese año terminó cuarto máximo artillero del Campeonato Carioca con 11 goles. Durante los años 1975 y 1976, Gil fue parte del gran equipo de Fluminense, llamada Máquina Tricolor por la excelente calidad técnica de sus jugadores. En su estancia en Fluminense, Gil jugó 172 partidos, convirtiendo 75 goles.
De 1977 a 1980, Gil jugó en Botafogo. Es recordado por marcar tanto para el Botafogo como para el Fluminense en el clásico brasileño conocido como el 'clásico abuelo' por ser el más antiguo de Brasil y el cuarto más antiguo del continente americano. 
Después de salir de Botafogo, Gil jugó en el Corinthians, Coritiba, Real Murcia y el Farense de Portugal, club donde se retiró.

### Como entrenador
Desde entonces ha entrenado al Botafogo, Avaí, Itaperuna, Sport Recife, LDU Portoviejo (Ecuador), Alianza Lima (Perú) y el Al-Tawon (Arabia Saudita).

## Selección nacional
Con la Selección de fútbol de Brasil, jugó 40 partidos, con 28 victorias, 10 empates y sólo 2 derrotas, anotando doce goles.
Su mejor momento con la canaria fue en el Torneo Bicentenario EE. UU. en 1976, principalmente en la victoria de la final ante Italia por 4-1, donde hizo dos goles. Participó también de la Copa Mundial de Fútbol de 1978 donde jugó 7 partidos y no marco en ninguno.

## Clubes
| Club        | País     | Año       |
| ----------- | -------- | --------- |
| Vila Nova   | Brasil   | 1970-1973 |
| Comercial   | Brasil   | 1973      |
| Fluminense  | Brasil   | 1974-1977 |
| Botafogo    | Brasil   | 1977-1980 |
| Corinthians | Brasil   | 1980      |
| Real Murcia | España   | 1981      |
| Coritiba    | Brasil   | 1982      |
| Farense     | Portugal | 1983      |

## Títulos
Vila Nova
- Serie B - 1973

Fluminense
- Campeonato Carioca - 1975, 1976
- Torneo de París - 1976
- Taça Guanabara - 1975

Selección de fútbol de Brasil
- Copa Rio Branco - 1976
- Copa Roca - 1976
- Torneo Bicentenario EE. UU. - 1976 (Goleador del torneo)